# On the Edge (Iron Fire)
On the Edge è il secondo album in studio del gruppo musicale danese Iron Fire, pubblicato nel 2001.

## Tracce
Testi e musiche di Martin Steene, eccetto dove indicato.
1. Eternal Damnation - 1:11 (Tommy Hansen)
2. The End of It All - 4:09
3. Prince of Agony - 4:49
4. On the Edge - 3:45
5. Into the Abyss - 4:18
6. Thunderspirit - 3:26
7. Wanted Man - 4:07
8. Lost n' Alone - 5:10
9. Forever Evil - 2:41
10. Here and Alive - 4:26
11. Miracle - 4:29
12. The Price of Blood - 4:33

## Formazione
- Martin Steene - voce
- Kristian Martinsen - chitarra
- Martin Slott - chitarra
- Jakob Lykkebo - basso
- Morten Plenge - batteria
- Tommy Hansen - tastiera, armonica, cori